# Lion d'Or
Cet article concerne la salle de spectacle de Montréal. Pour la récompense, voir Lion d'or. Pour les autres significations, voir Lion d'or (homonymie).

Le Lion d'Or est une salle de spectacle et un 'old style' cabaret situé au 1676, rue Ontario Est, à Montréal au Québec, Canada.

## Historique

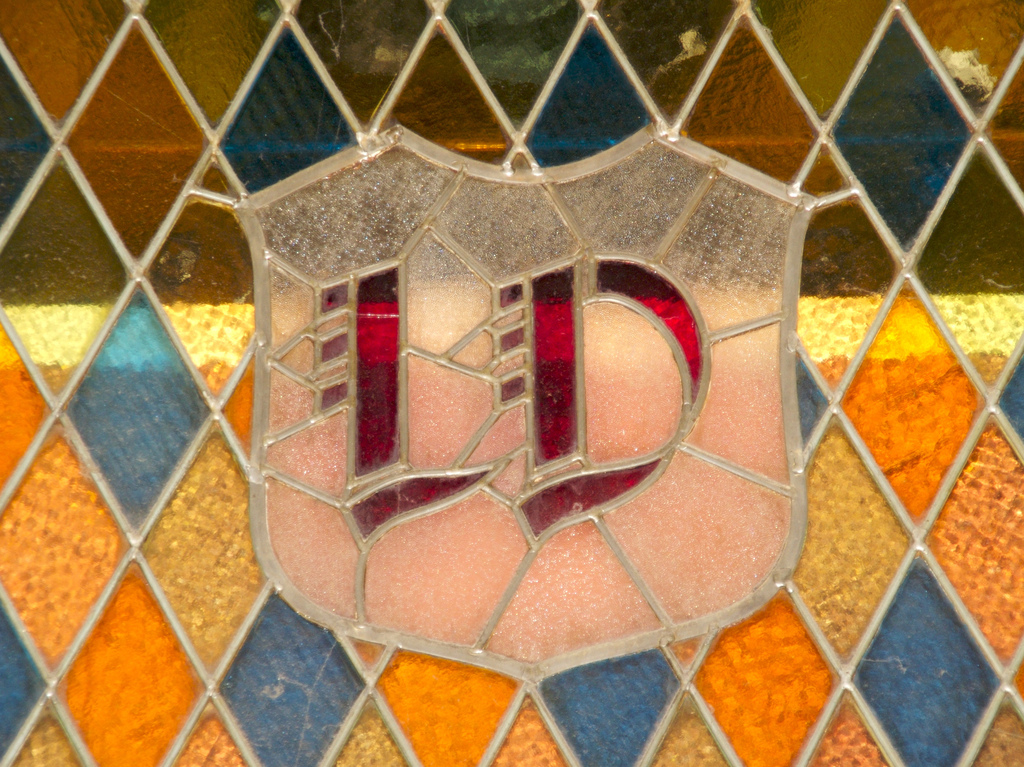
Vitrail du Lion d'Or.

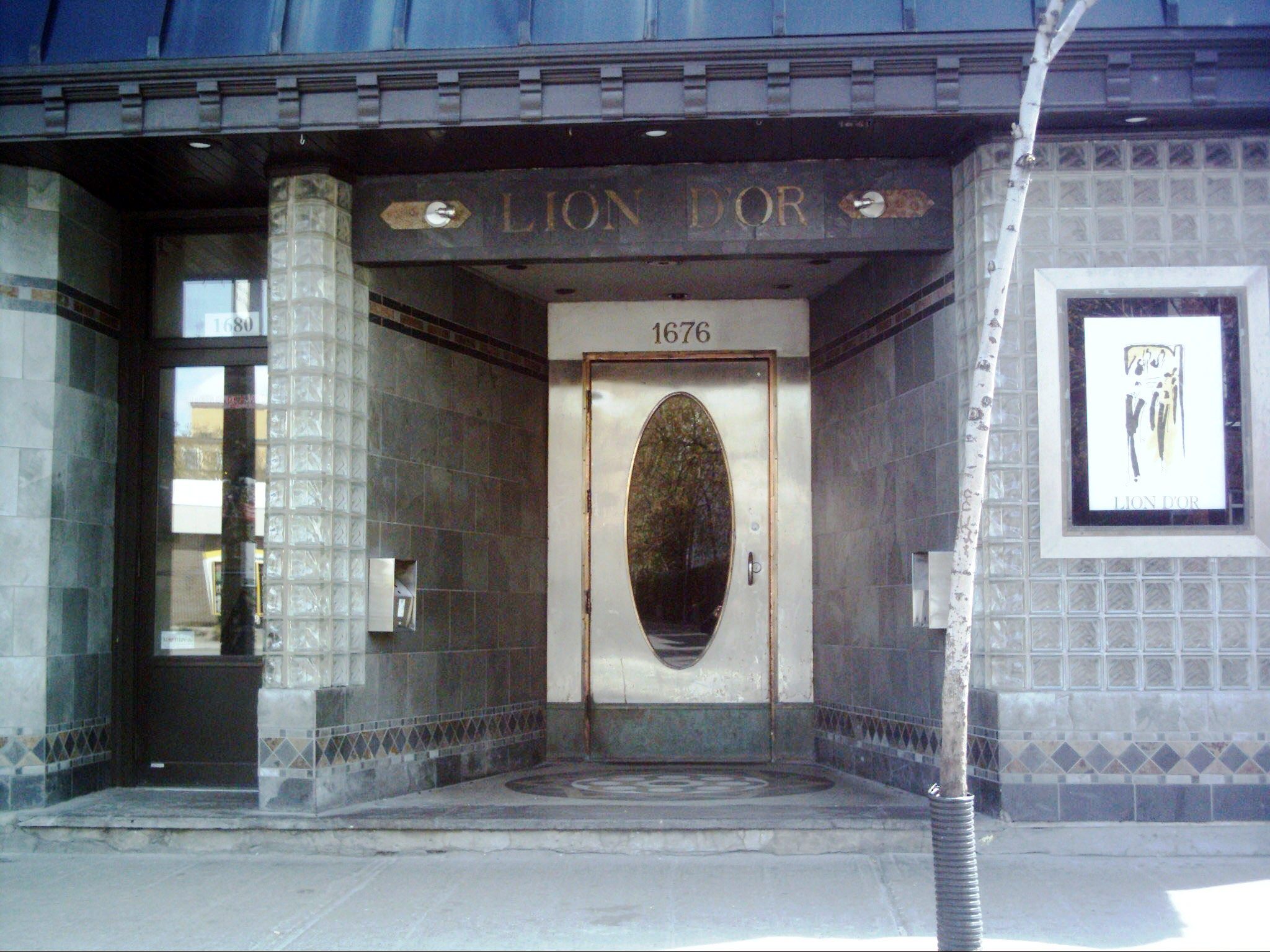
Entrée

Le cabaret le Lion d'Or fut fondé en 1930, au début de l'émergence des cabarets montréalais. Plusieurs artistes de l'époque s'y produisent : Jean-Louis Trintignant, Vic Vogel, Peggy Lee, les Sœurs McGarrigle, Alys Robi, Willie Lamothe, etc. L'établissement va connaître une période faste jusqu'à la fin des années 50. La gestion peu orthodoxe du Lion d'Or mène à sa fermeture dans les années 1970 par le maire Jean Drapeau, défenseur de la moralité publique.
En 1987, les propriétaires du restaurant Petit Extra situé dans le même bâtiment, se portent acquéreurs du cabaret. On le rénove en préservant le cachet de l'époque et les détails architecturaux. La scène est agrandie, on crée une loge luxueuse dans le sous-sol, et l'on installe un système de son et d'éclairage des plus modernes. C'est grâce à des partenariats stratégiques avec des manifestations artistiques comme les Coups de cœur francophones et l'Off-Festival de jazz que le Lion d'Or s'est relancé.
Le Lion d'Or est l'une des dernières salles témoignant de l'époque des nuits folles de Montréal. Il s'est passé tant de choses entre les murs du cabaret. Des coups de foudre, des ruptures, d'amours illicites, d'orgasmes vite étouffés, de lesbiennes survoltées, de violence aussi, un meurtre même, qu'il en reste sûrement des résidus quelque part. 
Le Lion d'Or a de nos jours une programmation diversifiée : théâtre, improvisation, gala, présentation de films, spectacle musical jazz, rock... Melissa Auf der Maur y était en 2008. 
En 2010, la salle de spectacle célébrait son 80e anniversaire. Pour l'occasion, de nombreux artistes du milieu du théâtre (Stéphane Crête), de la chanson (Yann Perreau, Damien Robitaille, Fred Fortin, Bïa), du jazz (Vic Vogel, Fanfare Pourpour), de l'humour (Les Zapartistes, François Gourd) et même la littérature (Michel Vézina, Stanley Péan) ont été invités.  

## Enregistrements effectués au Lion d'Or
- Les portes tournantes de Francis Mankiewicz produit en 1988
- Une histoire inventée de André Forcier produit en 1990